# 13. Kongress der Vereinigten Staaten
Der 13. Kongress der Vereinigten Staaten, bestehend aus dem Repräsentantenhaus und dem Senat, war die Legislative der Vereinigten Staaten. Seine Legislaturperiode dauerte vom 4. März 1813 bis zum 4. März 1815. Alle Abgeordneten des Repräsentantenhauses sowie ein Drittel der Senatoren (Klasse III) waren im Jahr 1812 bei den Kongresswahlen gewählt worden. Dabei ergab sich in beiden Kammern eine Mehrheit für die Demokratisch-Republikanische Partei. Der Kongress tagte in der amerikanischen Bundeshauptstadt Washington, D.C. Da das Kapitol während des Britisch-Amerikanischen Kriegs von 1812 zerstört wurde, musste der Kongress zunächst auf das Gebäude des Patentamtes ausweichen. Später fanden bis 1819 die Sitzungen im sogenannten Old Capitol Prison statt. Die Vereinigten Staaten bestanden damals aus 18 Bundesstaaten. Präsident war James Madison. Die Sitzverteilung im Repräsentantenhaus basierte auf der Volkszählung von 1810.

## Wichtige Ereignisse
Siehe auch 1813 1814 und 1815
- 4. März 1813: Beginn der Legislaturperiode des 13. Kongresses. Gleichzeitig wird Präsident James Madison in seine zweite Amtszeit eingeführt.
- Der größte Teil dieser Legislaturperiode ist von den Ereignissen des Britisch-Amerikanischen Kriegs bestimmt. Gleichzeitig kommt es zu weiteren Auseinandersetzungen mit den Indianern. Siehe auch Indianerkriege.
- 25. August 1814: Die Briten brennen Washington nieder. Siehe auch Brand von Washington.
- 23. November 1814: Vizepräsident Elbridge Gerry stirbt. Dadurch wird auch das Amt des offiziellen Senatspräsidenten vakant.
- 15. Dezember 1814 – 5. Januar 1815: In Hartford finden mehrere Treffen statt die unter dem Namen Hartford Convention in die Geschichte eingehen. Die Neuenglandstaaten protestieren gegen den Britisch-Amerikanischen Krieg, eine in ihren Augen zu starke Bundesregierung und drohen mit einem Austritt aus der Union, zu dem es aber nicht kommt.
- 24. Dezember 1814: Der Friede von Gent beendet den Britisch-Amerikanischen Krieg.
- 1814: Bei den Kongresswahlen verteidigt die Demokratisch-Republikanische Partei ihre Mehrheit in beiden Kammern.
- 8. Januar 1815: In Unkenntnis des Friedens von Gent kommt es zur Schlacht von New Orleans. Die Amerikaner schlagen unter der Führung von Andrew Jackson die britischen Truppen.

## Zusammensetzung nach Parteien

### Senat
- Demokratisch-Republikanische Partei: 28
- Föderalistische Partei: 8
- Sonstige: 0
- Vakant: 0

Gesamt: 36 Stand am Ende der Legislaturperiode

### Repräsentantenhaus
- Demokratisch-Republikanische Partei: 114
- Föderalistische Partei: 68
- Sonstige: 0
- Vakant: 0

Gesamt: 182 Stand am Ende der Legislaturperiode
Außerdem gab es noch vier nicht stimmberechtigte Kongressdelegierte.

## Amtsträger

### Senat
- Präsident des Senats: Elbridge Gerry (DR) bis zu seinem Tod am 23. November 1814, danach war das Amt vakant.
- Präsident pro tempore: William Harris Crawford (DR) bis zum 23. März 1813, dann Joseph Bradley Varnum (DR) bis zum 3. Februar 1814 und danach John Gaillard (DR).

### Repräsentantenhaus
- Sprecher des Repräsentantenhauses: Henry Clay (DR) bis zum 19. Januar 1814, danach Langdon Cheves (DR).

## Senatsmitglieder
Im 13. Kongress vertraten folgende Senatoren ihre jeweiligen Bundesstaaten:
| Connecticut - 1. Samuel W. Dana (F) - 3. Chauncey Goodrich (F) bis 13. Mai 1813 - David Daggett (F) ab dem 13. Mai 1813 Delaware - 1. Outerbridge Horsey (F) - 2. William H. Wells (F) seit dem 28. Mai 1813 Georgia - 2. William Harris Crawford (DR) bis 23. März 1813 - William Bellinger Bulloch (DR) Zwischen dem 8. April und dem 6. November 1813 - William Wyatt Bibb (DR) ab dem 6. November 1813 - 3. Charles Tait (DR) Kentucky - 2. George M. Bibb (DR) bis 23. August 1814 - George Walker (DR) zwischen dem 30. Aug und dem 16. Dez. 1814 - William T. Barry (DR) ab dem 16. Dezember 1814 - 3. Jesse Bledsoe (DR) bis zum 24. Dezember 1814 - Isham Talbot (DR) ab dem 2. Februar 1815 Louisiana - 3. Eligius Fromentin (DR) - 2. James Brown (DR) Maryland - 1. Samuel Smith (DR) - 3. Robert Henry Goldsborough (F) ab dem 21. Mai 1813 Massachusetts - 1. James Lloyd (F) bis zum 1. Mai 1813 - Christopher Gore (F) ab dem 5. Mai 1813 - 2. Joseph Bradley Varnum (DR) New Hampshire - 2. Nicholas Gilman (DR) bis zum 2. Mai 1814 - Thomas W. Thompson (F) ab dem 24. Juni 1814 - 3. Charles Cutts (F) bis zum 10. Juni 1813 - Jeremiah Mason (F) ab dem 10. Juni 1813 | New Jersey - 1. John Lambert (DR) - 2. John Condit (DR) New York - 1. Obadiah German (DR) - 3. Rufus King (F) North Carolina - 2. James Turner (DR) - 3. David Stone (DR) bis 24. Dezember 1813 - Francis Locke (DR) genaues Antrittsdatum unbekannt Ohio - 1. Thomas Worthington (DR) bis zum 1. Dezember 1814 - Joseph Kerr (DR) ab dem 10. Dezember 1814 - 3. Jeremiah Morrow (DR) Pennsylvania - 1. Michael Leib (DR) bis zum 14. Februar 1814 - Jonathan Roberts (DR) ab dem 24. Februar 1814 - 3. Abner Lacock (DR) Rhode Island - 1. William Hunter (F) - 2. Jeremiah B. Howell (DR) South Carolina - 2. John Taylor - 3. John Gaillard (DR) Tennessee - 1 Joseph Anderson (DR) - 2. George W. Campbell bis zum 11. Februar 1814 - Jesse Wharton (DR) ab dem 17. März 1814 Vermont - 1. Jonathan Robinson (DR) - 3. Dudley Chase (DR) Virginia - 1. Richard Brent (DR) bis zum 30. Dezember 1814 James Barbour (DR) ab dem 2. Januar 1815 - 2. William Branch Giles (DR) |

## Mitglieder des Repräsentantenhauses
Folgende Kongressabgeordnete vertraten im 13. Kongress die Interessen ihrer jeweiligen Bundesstaaten:
| Connecticut Alle Abgeordneten wurden staatsweit gewählt. - Epaphroditus Champion (F) - John Davenport (F) - Lyman Law (F) - Jonathan O. Moseley (F) - Timothy Pitkin (F) - Lewis B. Sturges (F) - Benjamin Tallmadge (F) Delaware Alle Abgeordneten wurden staatsweit gewählt. - Henry M. Ridgely (F) - Thomas Cooper (F) Georgia Alle Abgeordneten wurden staatsweit gewählt. - William Barnett (DR) - William Wyatt Bibb (DR) bis 6. November 1813 - Alfred Cuthbert (DR) ab dem 13. Dezember 1813 - John Forsyth (DR) - Bolling Hall (DR) - Thomas Telfair (DR) - George Troup (DR) Kentucky Zehn Wahlbezirke - 1. James Clark (DR) - 2. Henry Clay (DR) bis zum 19. Januar 1814 - Joseph H. Hawkins (DR) ab dem 29. März 1814 - 3. Richard Mentor Johnson (DR) - 4. Joseph Desha (DR) - 5. Samuel Hopkins (DR) - 6. Solomon P. Sharp (DR) - 7. Samuel McKee (DR) - 8. Stephen Ormsby (DR) - 9. Thomas Montgomery (DR) - 10. William Pope Duval (DR) Louisiana - Thomas B. Robertson (DR) staatsweit gewählt Maryland Acht Wahlbezirke. Der Fünfte Wahlbezirk stellte zwei Abgeordnete. - 1. Philip Stuart (F) - 2. Joseph Kent (DR) - 3. Alexander Contee Hanson (F) - 4. Samuel Ringgold (DR) - 5A. Alexander McKim (DR) - 5B. Nicholas Ruxton Moore (DR) - 6. Stevenson Archer (DR) - 7. Robert Wright (DR) - 8. Charles Goldsborough (F) Massachusetts 20 Wahlbezirke - 1. Artemas Ward (F) - 2. William Reed (F) - 3. Timothy Pickering (F) - 4. William M. Richardson (DR) bis zum 18. April 1814 - Samuel Dana (DR) ab dem 22. September 1814 - 5. William Ely (F) - 6. Samuel Taggart (F) - 7. William Baylies (F) - 8. John Reed (F) - 9. Laban Wheaton (F) - 10. Elijah Brigham (F) - 11. Abijah Bigelow (F) - 12. Daniel Dewey (F) bis zum 24. Februar 1814 - John W. Hulbert (F) ab dem 2. November 1814 - 13. Nathaniel Ruggles (F) - 14. Cyrus King (F) - 15. George Bradbury (F) - 16. Samuel Davis (F) - 17 Abiel Wood (DR) - 18 John Wilson (Politiker, 1777) (F) - 19 James Parker (DR) - 20. Levi Hubbard (DR) New Hampshire Alle Abgeordneten wurden staatsweit gewählt. - Bradbury Cilley (F) - William Hale (F) - Samuel Smith (F) - Roger Vose (F) - Daniel Webster (F) - Jeduthun Wilcox (F) New Jersey Es gab drei Wahlbezirke, die je zwei Abgeordneten in den Kongress entsandten. - 1A. Lewis Condict (DR) - 1B. Thomas Ward (DR) - 2A. James Schureman (F) - 2B. Richard Stockton (F) - 3A. William Coxe (F) - 3B. Jacob Hufty (F) bis zum 20. Mai 1814 - Thomas Bines (DR) ab dem 2. November 1814 New York 21 Wahlbezirke. Der 1., 2., 12., 15., 20. und der 21. Wahlbezirk stellte jeweils zwei Abgeordnete. - 1A. John Lefferts DR - 1B. Ebenezer Sage (DR) - 2A. Egbert Benson (F) bis zum 2. August 1813 - William Irving (DR) ab dem 22. Januar 1814 - 2B. Jotham Post (F) - 3. Peter Denoyelles (DR) - 4. Thomas J. Oakley (F) - 5. Thomas P. Grosvenor (F) - 6. Jonathan Fisk (DR) - 7. Abraham J. Hasbrouck (DR) - 8. Samuel Sherwood (F) - 9. John Lovett (F) - 10. Hosea Moffitt (F) - 11. John W. Taylor (DR) - 12A. Zebulon R. Shipherd (F) - 12B. Elisha J. Winter (F) - 13. Alexander Boyd (F) - 14. Jacob Markell (F) - 15A. Vakant bis zum 21. Juni 1813 - John M. Bowers (F) bis zum 20. Dezember 1813 - Isaac Williams (DR) ab dem 24. Januar 1814 - 15B. Joel Thompson (F) - 16. Morris S. Miller (F) - 17. William Stephens Smith (F) - 18. Moss Kent (F) - 19. James Geddes (F) - 20A. Daniel Avery (DR) - 20B. Oliver C. Comstock (DR) - 21A. Samuel M. Hopkins (F) - 21B. Nathaniel W. Howell (F) | North Carolina 13 Wahlbezirke - 1. William H. Murfree (DR) - 2. Willis Alston (DR) - 3. William Kennedy (DR) - 4. William J. Gaston (F) - 5. William R. King (DR) - 6. Nathaniel Macon (DR) - 7. John Culpepper (F) - 8. Richard Stanford (DR) - 9. Bartlett Yancey (DR) - 10. Joseph Pearson (F) - 11. Peter Forney (DR) - 12. Israel Pickens (DR) - 13. Meshack Franklin (DR) Ohio 6 Wahlbezirke - 1. John McLean (DR) - 2. John Alexander (DR) - 3. William Creighton (DR) ab dem 4. Mai 1813 - 4. James Caldwell (DR) - 5. James Kilbourne (DR) - 6. Reasin Beall (DR) bis zum 7. Juni 1814 - David Clendenin (DR) ab dem 11. Oktober 1814 Pennsylvania 15 Wahlbezirke. Der erste Wahlbezirk stellte vier Abgeordnete, der 2., 3., 5., 6. und 10. Wahlbezirk stellte je zwei Abgeordnete, die restlichen je einen. - 1A. William Anderson (DR) - 1B John Conard (DR) - 1C. Charles Jared Ingersoll (DR) - 1D. Adam Seybert (DR) - 2A. Roger Davis (DR) - 2B. Jonathan Roberts (DR) bis zum 24. Februar 1814 - Samuel Henderson (F) ab dem 11. Oktober 1814 - 3A. John Gloninger (F) bis zum 2. August 1813 - Edward Crouch (DR) ab dem 12. Oktober 1813 - 3B. James Whitehill (DR) bis zum 1. September 1814 - Amos Slaymaker (F) ab dem 11. Oktober 1814 - 4. Hugh Glasgow (DR) - 5A. William Crawford (DR) - 5B. Robert Whitehill (DR) bis zum 8. April 1813 - John Rea (DR) ab dem 11. Mai 1813 - 6A. Robert Brown (DR) - 6B. Samuel D. Ingham (DR) - 7. John M. Hyneman (DR) bis zum 24. Mai 1813 - Daniel Udree (DR) ab dem 12. Oktober 1813 - 8. William Piper (DR) - 9. David Bard (DR) - 10A. Jared Irwin (DR) - 10B. Isaac Smith (DR) - 11 William Findley (DR) - 12 Aaron Lyle (DR) - 13 Isaac Griffin (DR) ab dem 24. Mai 1813 - 14 Adamson Tannehill (DR) - 15 Adamson Tannehill (DR) ab dem 14. Mai 1813 Rhode Island Alle Abgeordneten wurden staatsweit gewählt. - Richard Jackson (F) - Elisha Reynolds Potter (F) South Carolina 9 Wahlbezirke - 1. Langdon Cheves (DR) - 2. William Lowndes (DR) - 3. Theodore Gourdin (DR) - 4. John J. Chappell (DR) - 5. David R. Evans (DR) - 6. John C. Calhoun (DR) - 7. Elias Earle (DR) - 8. Samuel Farrow (DR) - 9. John Kershaw (DR) Tennessee 6 Wahlbezirke - 1. John Rhea (DR) - 2. John Sevier (DR) - 3. Thomas K. Harris (DR) - 4. John Henry Bowen (DR) - 5. Felix Grundy (DR) bis 1814, genaues Datum ist unbekannt - Newton Cannon (DR) ab dem 16. September 1814 - 6. Parry Wayne Humphreys (DR) Vermont Alles sechs Abgeordneten wurden staatsweit gewählt. - William Czar Bradley (DR) - Ezra Butler (DR) - James Fisk (DR) - Charles Rich (DR) - Richard Skinner (DR) - William Strong (DR) Virginia 22 Wahlbezirke - 1. John George Jackson (DR) - 2. Francis White (F) - 3. John Smith (DR) - 4. William McCoy (DR) - 5. James Breckinridge (F) - 6. Daniel Sheffey (F) - 7. Hugh Caperton (F) - 8. Joseph Lewis (F) - 9. John Pratt Hungerford (DR) - 10. Aylett Hawes (DR) - 11. John Dawson (DR) bis zum 31. März 1814 - Philip Pendleton Barbour (DR) ab dem 19. September 1814 - 12. John Roane (DR) - 13. Thomas M. Bayly (DR) - 14. William A. Burwell (DR) - 15. John Kerr (DR) - 16. John Wayles Eppes (DR) - 17. James Pleasants (DR) - 18. Thomas Gholson (DR) - 19. Peterson Goodwyn (DR) - 20. James Johnson (DR) - 21. Thomas Newton (DR) - 22. Hugh Nelson (DR) - 23. John Clopton (DR) |

Nicht stimmberechtigte Mitglieder im Repräsentantenhaus:
- Illinois-Territorium: Shadrach Bond bis 2. August 1813, dann Benjamin Stephenson ab 14. November 1814
- Indiana-Territorium: Jonathan Jennings
- Mississippi-Territorium: William Lattimore
- Missouri-Territorium: Edward Hempstead bis zum 17. September 1814, dann Rufus Easton ab dem 17. September 1814